# Pasímel
Pasímel (en llatí Pasimelus, en grec antic Πασίμηλος) fou un polític de Corint, del partit oligàrquic.
Quan l'any 393 aC els demòcrates de Corint van massacrar als seus adversaris que volien fer la pau amb Esparta, Pasímel, que sospitava el que s'acostava, va marxar fora de la ciutat amb un grup de joves al seu entorn. Durant el tumult es va apoderar d'Acrocorint però per una sèrie de signes, com la caiguda d'un capitell i els resultats adversos d'uns sacrificis, considerats un mal auguri, va abandonar aquesta posició.
Va obtenir garanties per restar a Corint però s'oposava a la política del moment que havia portat a la unió (fusió) d'Argos i Corint. Pasímel i Alcilenes es van entrevistar en secret amb el comandant espartà a Sició, Praxites, i van acordar deixar-lo entrar amb les seves forces al darrere de les muralles de la ciutat que connectaven Corint i el seu port de Lequeon. Així es va fer i el general espartà va derrotar a corintis, beocis argius i atenencs, segons Xenofont i Diodor de Sicília.
Pasímel va ser un dels que va tornar a Corint quan el partit oligàrquic va recuperar el poder el 387 aC amb la pau d'Antàlcides. L'any 367 aC es diu que va aconsellar a Eufró l'entrega de Sició als espartans.